# Силвана Мангано
Силвана Мангано (итал. Silvana Mangano; 21. април 1930 — 16. децембар 1989) била је италијанска глумица. Најпознатија је по улози у филму Горка рижа. Иако је то била њена прва велика улога, наставила је да се бави глумом у филмовима наредне непуне четири деценије. Умрла је од последица рака плућа.